# Торосівська сільська рада
Торосівська сільська́ ра́да (до 2016 року — Ленінська сільська рада) — колишня адміністративно-територіальна одиниця та орган місцевого самоврядування у Захарівському районі Одеської області. Адміністративний центр — село Торосове.

## Загальні відомості
Ленінська сільська рада була утворена в 1963 році. В 2016 році перейменована на Торосівську.
- Територія ради: 69,53 км²
- Населення ради: 950 осіб (станом на 2001 рік)

## Населені пункти
Сільській раді підпорядковувалися населені пункти:
- с. Торосове
- с. Володимирівка
- с. Іванівка
- с. Малорошове

## Населення
Згідно з переписом 1989 року населення сільської ради становило 914 осіб, з яких 413 чоловіків та 501 жінка.
За переписом населення 2001 року в сільській раді мешкало 946 осіб.

### Мова
Розподіл населення за рідною мовою за даними перепису 2001 року:
| Мова       | Відсоток |
| ---------- | -------- |
| українська | 94,74 %  |
| молдовська | 2,74 %   |
| російська  | 2,32 %   |
| болгарська | 0,21 %   |

## Склад ради
Рада складається з 12 депутатів та голови.
- Голова ради: Кущенко Марія Петрівна
- Секретар ради: Тростенюк Ольга Василівна

### Керівний склад попередніх скликань
| Прізвище, ім'я, по батькові | Основні відомості                                                         | Дата обрання          | Дата звільнення       |
| --------------------------- | ------------------------------------------------------------------------- | --------------------- | --------------------- |
| Кущенко Марія Петрівна      | Сільський голова, 1962 року народження, освіта вища, позапартійна         | 26.03.2006            | 31.10.2010            |
| Кущенко Марія Петрівна      | Сільський голова, 1962 року народження, освіта вища, член Партії регіонів | 31.10.2010 25.10.2015 | 25.10.2015 11.10.2016 |

Примітка: таблиця складена за даними сайту Верховної Ради України

### Депутати
За результатами місцевих виборів 2010 року депутатами ради стали:

#### За суб'єктами висування
| Суб'єкт висування            | Кількість обраних депутатів | %    |
| ---------------------------- | --------------------------- | ---- |
| Партія регіонів              | 9                           | 75   |
| Соціалістична партія України | 2                           | 16,7 |
| Самовисування                | 1                           | 8,3  |

#### За округами
| № округу                     | Прізвище, ім'я, по батькові     | Дата визнання обраним | Освіта             | Партійна приналежність            | Відомості про обраного депутата                             |
| ---------------------------- | ------------------------------- | --------------------- | ------------------ | --------------------------------- | ----------------------------------------------------------- |
| Партія регіонів              |                                 |                       |                    |                                   |                                                             |
| 1                            | Постолатій Прасковя Федорівна   | 03.11.2010            | середня спеціальна | член Партії регіонів              | Ленінська сільська рада, бухгалтер                          |
| 2                            | Синько Ганна Дмитрівна          | 03.11.2010            | середня спеціальна | позапартійна                      | Ленінська сільська рада, землевпорядник                     |
| 3                            | Михайлюк Світлана Володимирівна | 03.11.2010            | вища               | член Партії регіонів              | Ленінський навчально-виховний комплекс, вчитель             |
| 4                            | Тростенюк Ольга Василівна       | 03.11.2010            | середня спеціальна | член Партії регіонів              | Ленінська сільська рада, секретар                           |
| 5                            | Ніколаєва Світлана Миколаївна   | 03.11.2010            | середня спеціальна | позапартійна                      | Ленінський фельдшерсько-акушерський пункт, медична сестра   |
| 9                            | Березанцева Наталія Вікторівна  | 03.11.2010            | середня            | член Партії регіонів              | Ленінський навчально-виховний комплекс, помічник вихователя |
| 10                           | Годовенко Валентина Василівна   | 03.11.2010            | вища               | член Партії регіонів              | Ленінський навчально-виховний комплекс, вчитель             |
| 11                           | Пустомельник Ольга Павлівна     | 03.11.2010            | середня спеціальна | член Партії регіонів              | фермерське господарство «Ольга», бухгалтер                  |
| 12                           | Вадовський Сергій Миколайович   | 03.11.2010            | середня спеціальна | позапартійний                     | Роздільнянський ПЧ-2, майстер                               |
| Соціалістична партія України |                                 |                       |                    |                                   |                                                             |
| 6                            | Стрижук Тетяна Константинівна   | 03.11.2010            | вища               | позапартійна                      | Ленінський навчально-виховний комплекс, вчитель             |
| 7                            | Сауляк Лідія Романівна          | 03.11.2010            | вища               | позапартійна                      | Ленінський навчально виховний комплекс, вчитель             |
| Самовисування                |                                 |                       |                    |                                   |                                                             |
| 8                            | Сауляк Віктор Павлович          | 03.11.2010            | середня спеціальна | член Комуністичної партії України | фермерське господарство «Ольга», керуючий                   |